# Стечишин Мирослав
Мирослав Стечишин (24 липня 1883, Глещава, Теребовлянського повіту, Галичина — 18 листопада 1947, Вінніпег) — український громадський, політичний і церковний діяч, журналіст, брат Юліяна і Михайла, з 1902 в Канаді. Після еміграції з Галичини до Канади в 1902 році Стечишин працював чорноробом і був соціалістичним діячем. Пізніше він брав активну участь в українській громаді Вінніпегу, Манітоба.
Стечишин працював редактором таких газет, як «Робочий Народ» (Вінніпег), «Новини» (Едмонтон), «Народна Воля» і «Хата» (Скрентон), і особливо «Український голос» (Вінніпег). Був учасником створення Української Соціал-Демократичної Партії (Канади) у 1910 році, співзасновник Союзу Українців Самостійників, товариства «Взаїмна Поміч» (його директор 1925—1935), Конґресу Українців Канади у 1940 році, довголітній директор Колеґії св. Андрія у Вінніпезі, член Консисторії Української греко-православної Церкви та інших організацій, член Комітету Українців Канади; секретар дипломатичної місії УНР у Вашингтоні.

## Раннє життя та еміграція
Стечишин народився в Глещаві, Галичина — селі за 10 кілометрів на схід від Теребовлі — тоді у складі Австро-Угорщини. Він є старшим братом Миколи та Юліана Стечишиних, які також емігрували до Канади: Микола (Майкл) став автором і суддею окружного суду в Саскачевані, а Юліан (Джуліан) став редактором, громадським лідером, автором і чоловіком Савелі Стечишин. У Галичині Стечишин був членом Української радикальної партії та прихильником аграрних лівих рухів.
Стечишин емігрував до Канади в 1902 році, у віці 19 років. Спочатку він прибув до Вінніпегу, Манітоба, а потім провів своє перше літо в Канаді як сезонний робітник на Канадській тихоокеанській залізниці в Пайлот-Батті, Саскачеван. Перебуваючи там, Стечишин отримав знання та натхнення, щоб згодом написати новелу «Пілот Б'ютт», названу на честь міста, у якій розповідається про важку історію молодого українського іммігранта на ім'я Павло, який знайшов роботу чорноробом на станції реанімації «Пілот Б'ютт».
Переїхавши потім у 1903 році до Каліфорнії, Стечишин проводив час у Каспарі та в комуні Агапія Гончаренка біля Гейворда. У «Каспарі» в 1903 році він написав «Пілот Б'ютт», який був опублікований через рік у «Журавлі» в Скрентоні, штат Пенсільванія (де він пізніше проживе кілька років).

## Соціалістичний діяч

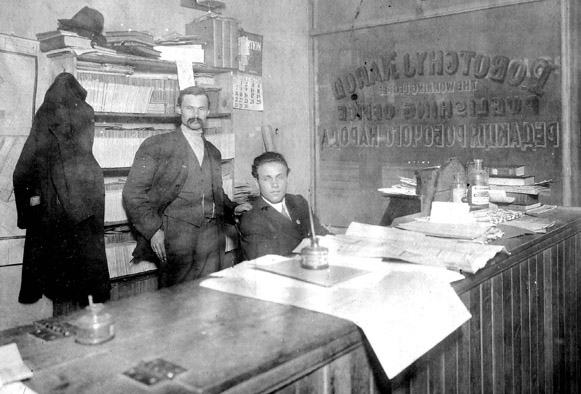
Стечишин (ліворуч) і Матвій Попович у редакції « Робочого народу» у Вінніпезі

У 1905 році Стечишин повернувся до Канади, переїхавши цього разу до Британської Колумбії. Разом з Павлом Кратом, Томою Томашевським і Василем Головацьким він став лідером українського соціалістичного руху в передвоєнній Канаді. Як і інші, Стечишин був пов'язаний з радикальними та соціалістичними рухами в Галичині, зокрема з Українською радикальною партією, і був етичним соціалістом.
У 1907 році Стечишин був частиною організації товариства «Боротьба» у Ванкувері, Британська Колумбія. Перебуваючи в Британській Колумбії, Стечишин сприяв українській імміграції до провінції, писав про це в українській пресі та листувався із зацікавленими потенційними іммігрантами.
Як соціалістичний активіст він критично ставився до церкви, особливо щодо рівня життя деяких священнослужителів у порівнянні з мирянами.
Після повернення до Вінніпегу (Манітоба) Стечишин став редактором «Робочого народу», української газети при Соціалістичній партії Канади у Вінніпезі. Він обіймав цю посаду з 1909 по 1912 рік, перш ніж покинути організацію через нібито фінансові зловживання. У 1910 р. український соціалістичний рух відокремився від Соціалістичної партії Канади і став Федерацією Українських Соціал-Демократів у Канаді; редагував партійний тижневик «Червоний прапор». Як провідний член цієї нової партії, Стечишин критично ставився до відсутності автономії, наданої Соціалістичною партією Канади її українській фракції.

## Український громадський діяч

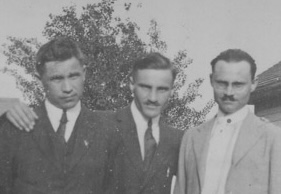
Брати Стечишини (праворуч Мирослав), 1922 рік

З 1913 по 1915 рік Стечишин редагував нову газету Національної асоціації Альберти «Новини» в Едмонтоні (провінція Альберта).
До 1915 року він та інші залишили український соціалістичний рух, який ставав більш радикальним і класово-орієнтованим (а не аграрним), натомість віддаючи перевагу більш поміркованим українським групам. Хоча Стечишин спочатку критикував церкву під час свого голосно-соціалістичного періоду, згодом Стечишин відмовився від своєї позиції, коли приєднався до церкви.
Потім Стечишин переїхав на кілька років до Сполучених Штатів, де редагував «Народну волю» в Скрентоні, штат Пенсільванія. У 1920 році був секретарем дипломатичної місії частково визнаної Української Народної Республіки в столиці США Вашингтоні.

### Повернення до Вінніпегу
З 1921 по 1947 рік він був редактором «Українського голосу», знову у Вінніпезі, Манітоба. На початку 1920-х років був активним учасником руху українських шкіл «Рідна школа» в Манітобі. У 1927 р. разом із братами та декількома іншими був співзасновником Спілки Української Самопомочі та її директором до 1935 р.
Протягом останніх десятиліть перебування у Вінніпезі Стечишин був активним в українській громаді міста. У 1940 році Стечишин був членом-засновником Конґресу Українців Канади (тоді Комітету українців Канади), працюючи в його початковій виконавчій раді. Разом зі своїми братами він брав участь у проєкті, що створив Коледж Святого Андрія, Манітоба, який було засновано в 1946 році, і він також служив у консисторії Української Православної Церкви Канади.
Стечишин помер 18 листопада 1947 року у Вінніпезі, Манітоба.

## Праці
- «Пілот Батт» (1904)[3][4]
- «Союз українців самостійників у Канаді»
- «Об'єднання українського народу» (1933)
- «Самостійність, соборність, федерація» (1942)
- «Радянська Україна у світлі радянської конституції і практики» (1945).